# Københavns Lufthavne Roskilde
Københavns Lufthavne Roskilde (IATA: RKE, ICAO: EKRK), lokaal ook bekend onder de naam Tune Lufthavn, is een Deense luchthaven op 7 km van Roskilde, nabij de plaats Tune.
Het vliegveld werd in 1973 geopend als een van de drie geplande luchthavens rond Kopenhagen. Deze plannen werden echter nooit compleet uitgevoerd. In 2002 had de low-cost airline Ryanair interesse om op de luchthaven te gaan vliegen vanwege de korte afstand naar de binnenstad van Kopenhagen, de onderhandelingen liepen echter op niets uit en Ryanair bedient Kopenhagen tegenwoordig vanaf Malmö Airport.
Jaarlijks maken er 43.220 passagiers gebruik van de luchthaven (cijfers 2003). De meeste passagiers worden getrokken door de binnenlandse vluchten naar Anholt en Læsø, uitgevoerd door Copenhagen Air Taxi.
De Koninklijke Deense luchtmacht opereert hier met helikopters.

## Externe link

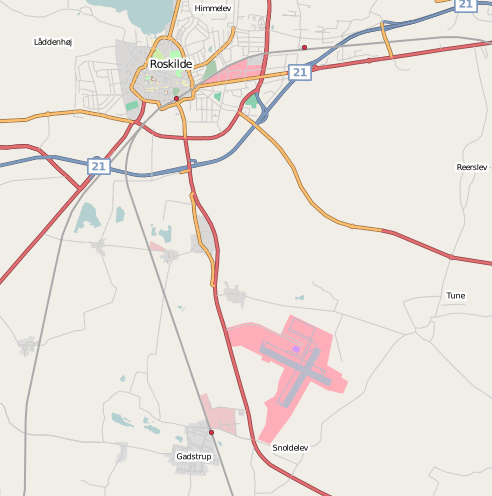
Kaart